# Rotterdam Open 2008
Il Rotterdam Open 2008, conosciuto anche con il nome di ABN AMRO World Tennis Tournament 2008 per ragioni di sponsorizzazione, è stato un torneo di tennis giocato sul cemento indoor. È stata la 35ª edizione del Rotterdam Open, facente parte della categoria International Series Gold nell'ambito dell'ATP Tour 2008.Si è giocato all'Ahoy Rotterdam indoor sporting arena di Rotterdam in Olanda Meridionale, dal 18 al 24 febbraio, 2008.

## Campioni

### Singolare
Michaël Llodra ha battuto in finale  Robin Söderling con il punteggio di 6(3)–7, 6–3, 7–6(4)

### Doppio
Tomáš Berdych /  Dmitrij Tursunov hanno battuto in finale  Philipp Kohlschreiber /  Michail Južnyj con il punteggio di 7–5, 3–6, 10–7